# Hainan forrópont
A Hainani Vulkáni Mező egy 4100 km2-es terület Hajnan szigetén, Kína délkeleti részén. A sziget északi részét elfoglaló geológiai egység nagyrészt pleisztocén eredetű, de kisebb vulkáni aktivitást a jelenkorban is leírtak.

## Alaktan
A mezőt 58 tholeites csóva alkotja. A legfiatalabbak, Leihuling és Ma'anshan egy kelet-nyugati irányú törés mentén találhatóak majd' harminc társukkal együtt Shishan és Yongzing régiókban. A történelmi időkben kisebb kiömlések történtek még Lingao és Chengmai régiókban.

## Kitörések
A történelmi időkben két kitörésről vannak feljegyzéseink

### 1883
Egy kisebb lávaömlés történt a Lingao csóvában.

### 1933
A Nansheling törésvonalon, Chengmai régióban történt egy kis kiömléses kitörés június 26-án. A kitörés mintegy két hét után, július 8-án befejeződött.

## Fordítás
Ez a szócikk részben vagy egészben  a   Hainan_Volcanic_Field című angol Wikipédia-szócikk ezen változatának fordításán alapul.  Az eredeti cikk szerkesztőit annak laptörténete sorolja fel. Ez a jelzés csupán a megfogalmazás eredetét és a szerzői jogokat jelzi, nem szolgál a cikkben szereplő információk forrásmegjelöléseként.